# Benthoxynus spiculifer
Benthoxynus spiculifer is een eenoogkreeftjessoort uit de familie van de Dirivultidae. De wetenschappelijke naam van de soort is voor het eerst geldig gepubliceerd in 1984 door Humes.